# Feigenhand

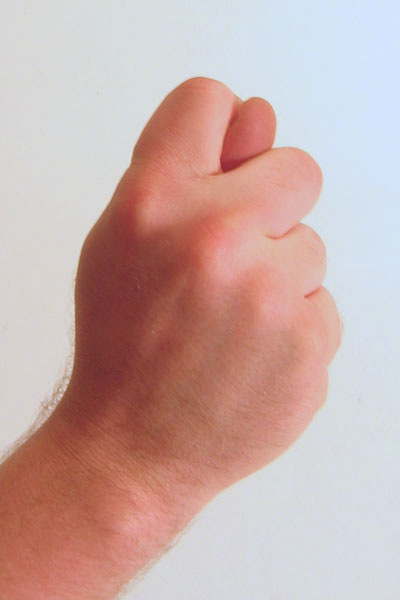
Die Feigenhand

Als Feigenhand (auch Neidfeige, „jemandem den dicken Daumen zeigen“, Fingerfeige oder „jemandem die Feige zeigen“, mano in fica, mano fico, frz. faire la figue, ital. far la fica) bezeichnet man eine Geste mit der Hand, bei der der Daumen zwischen Zeige- und Mittelfinger geklemmt wird.

## Geschichte
Feigen (lat. Ficus) und Weintrauben galten in der Antike als Attribute des Wein- und Fruchtbarkeitsgottes Dionysos/Bacchus. So bezeichnet in der italienischen Sprache das Wort „Fica“ nicht nur die Feige als Frucht, sondern auch die Vulva und ist ein Vulgärwort für diese.
Im antiken Rom war die Feigenhand ein verbreitetes Fruchtbarkeits- und Glückssymbol und diente als Amulett zur Abwehr von bösem Zauber. Auch bei den Germanen wurde sie als Symbol verwendet. Um 1494 stellte Albrecht Dürer auf einem Studienblatt mit Händen auch eine Feigenhand dar. In einer Dornenkrönung und Verspottung (um 1520–1524) von Hans Burgkmair dem Älteren reicht der links vor Christus kniende Kriegsknecht ihm mit der rechten Hand ein Schilfrohr als Zepter und zeigt links die Feigenhand. Feigenhand-Talismane gelten in Portugal und Brasilien auch heute noch als Glücksbringer. Sie diente nicht nur der Zurückweisung einer Zumutung (daher auch der Name Neidfeige, der sich etymologisch vom mittelhochdeutschen nît = ‚Hass‘ ableitet), sondern auch der Abwehr aller möglichen Übel wie des Behexens, Verschreiens und des bösen Blickes. Eine apotropäische Funktion haben zahlreiche Amulette in Form einer die Neidfeige formenden Hand, die in Süddeutschland verbreitet waren und (aus Gagat geschnitzt) in Santiago de Compostela an die Pilger verkauft werden (sogenannte Santiago-Fica).

## Heutige Verwendung
Die heutige Bedeutung dieser Geste ist in West- und Mitteleuropa sowie in Ost- und Südostasien sehr vulgär. Die Geste symbolisiert heutzutage den Geschlechtsverkehr. Diese Geste kann aber auch im übertragenen Sinn ein vulgäres „Nein“ bedeuten, eine Zurückweisung. Sie entspricht dann verbal etwa dem „Fick dich ins Knie“ oder freundlicher ausgedrückt „Vergiss es“. Eine verwandte Geste, die ein vulgäres „Nein“ mit fast gleicher Bedeutung ausdrückt, ist der Stinkefinger.
Unter Slawen (insbesondere in Russland, russ. фига/figa ‚Feige‘, in Serbien „šipak/шипак“ (Hagebutte)) und Türken (türkisch Nah! „Nimm das!“) bedeutet diese Geste „Nein, das bekommst du nicht“, „Du bekommst gar nichts“ oder „Du gehst leer aus“. Sie wird in Konflikten und Streitfällen verwendet, wobei die Feigenhand dem Kontrahenten meist dicht unter die Nase gehalten wird. Bei den Türken wird öfter auch eine beidhändige Variante verwendet, bei der die Feigenhand mit einem klatschenden Geräusch durch die andere Handfläche geschnalzt wird.

### Verwendung der gleichen Geste in anderer Bedeutung
- Beim Kinderspiel „Ich habe deine Nase!“ wird die Feigenhand ebenfalls verwendet, hier stellt der Daumen die „gestohlene“ Nase dar.
- Im ASL-Fingeralphabet steht die Feigenhand für den Buchstaben ‚T‘.

## Darstellungen

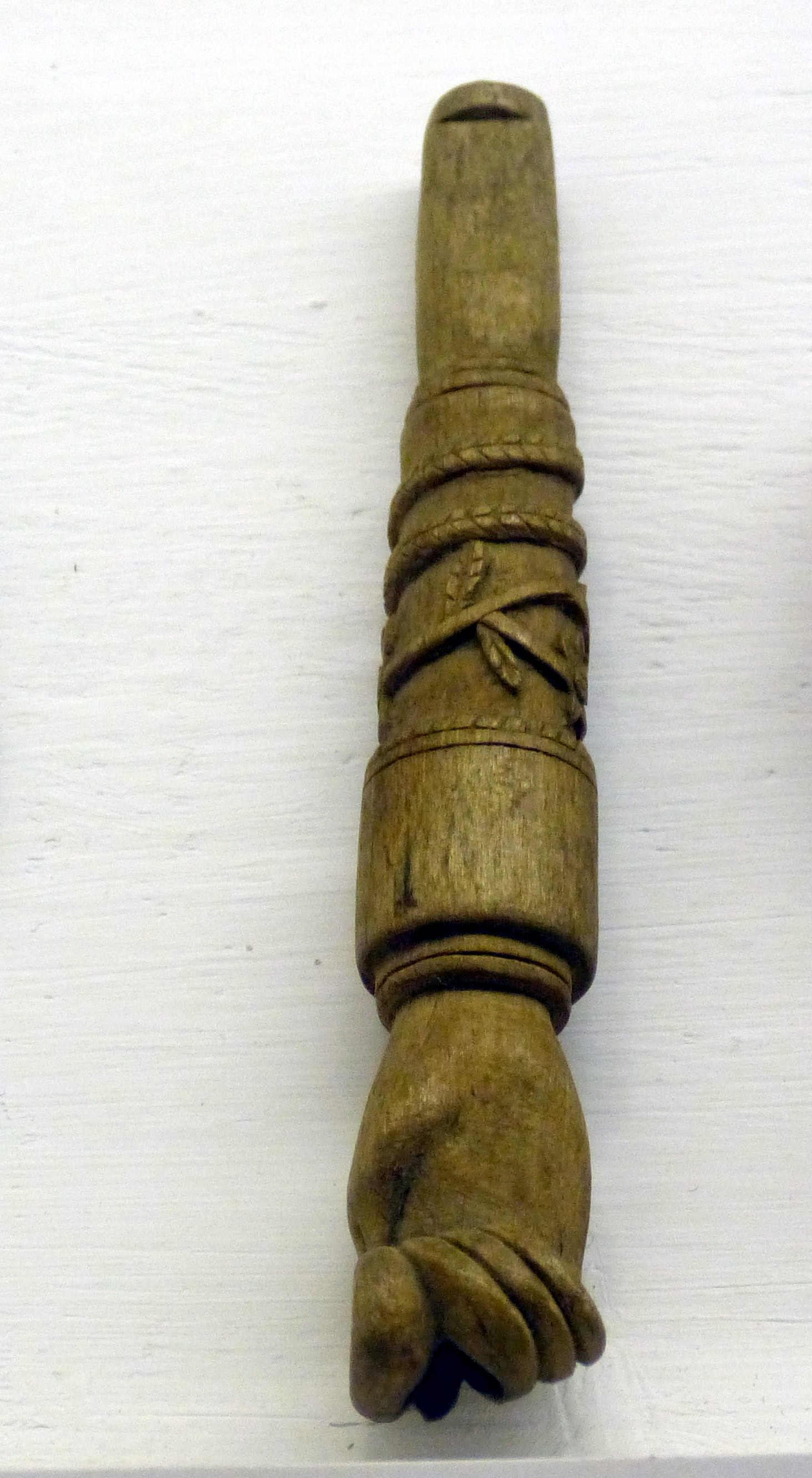
Verschrei-Feige im Schlossmuseum Freistadt (OÖ)
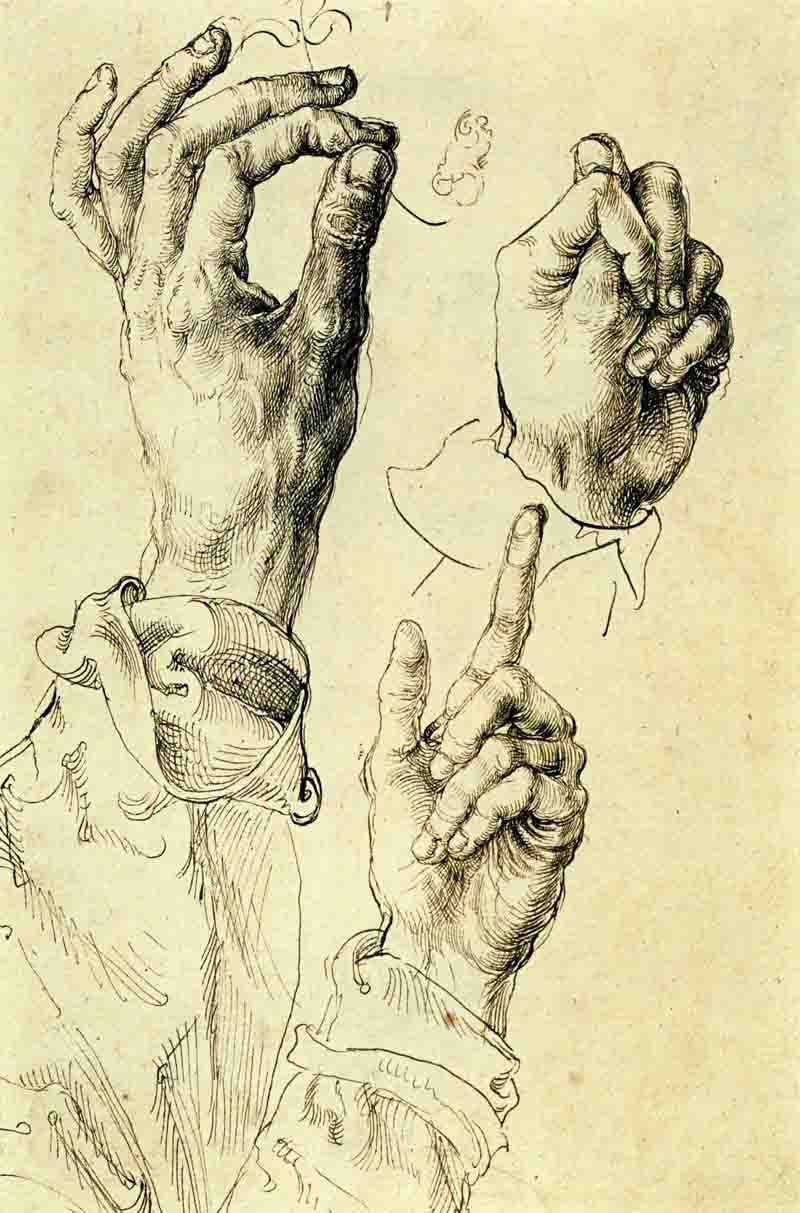
Albrecht Dürer: Studienblatt mit Händen, ca. 1494
Nahaufnahme der portugiesischen Kanone Si Jagur mit Feigenhand